# NGC 930
NGC 930 је део галаксије (на пример сјајан HII регион) у сазвежђу Ован која се налази на NGC листи објеката дубоког неба.
Деклинација објекта је + 20° 20' 33" а ректасцензија 2h 27m 56,7s. Привидна величина (магнитуда) објекта NGC 930 износи 14,5.